# Óblast de Táurida
La óblast de Táurida (del ucraniano Таврійська область) fue una provincia del Imperio ruso. Fue creado tras la anexión del Kanato de Crimea por decreto de la Emperatriz Catalina II de Rusia, el 13 de febrero de 1784. Los territorios del Kanato incluían Tamán, la península de Crimea y el norte continental de esta. La capital, inicialmente Bilohirsk, fue trasladada a Simferópol poco después.
Con la reorganización territorial llevada a cabo por el zar Pablo I, el óblast de Táurida fue suprimido el 12 de diciembre de 1796 y su territorio pasó a formar parte de la gobernación de Nueva Rusia.

## División administrativa
El óblast de Táurida se dividía en siete distritos o uyezd:
- Dnipró (capital  Oleshky)
- Eupatoria (capital Evpatoria)
- Levkópol (capital Staryi Krym)
- Melitópol (Tokmak)
- Perekop (Perekop)
- Simferópol (Simferópol)
- Fanagoria

### Entidades territoriales actuales
- República Autónoma de Crimea, república autónoma de Ucrania, sin control efectivo, anexionada ilegalmente por Rusia, según la Resolución 68/262 de la Asamblea General de las Naciones Unidas llamada Integridad territorial de Ucrania.
- República de Crimea, república de Rusia constituida el 18 de marzo de 2014, situada en la península homónima.